# 谢讷日
谢讷日（法語：Chennegy，法語發音：[ʃɛnʒi]）是法国奥布省的一个市镇，属于特鲁瓦区。

## 地理
谢讷日（48°13'28"N, 3°51'13"E）面积23.19 平方千米，位于法国大東部大區奥布省，该省份为法国中北部省份，北起马恩省，西接塞纳-马恩省，西南至约讷省，东南至科多尔省，东临上马恩省。
与谢讷日接壤的市镇（或旧市镇、城区）包括：奥特地区贝尔瑟奈、奥特地区比塞、埃斯蒂萨克、奥特地区马赖、奥特地区圣马尔、沃沙西、奥特地区维勒穆瓦龙。

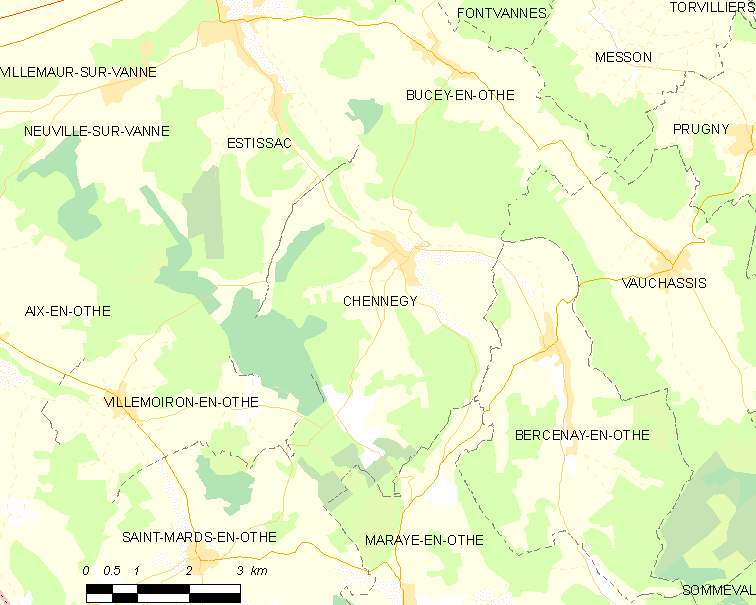
谢讷日的OSM定位图

谢讷日的时区为UTC+01:00、UTC+02:00（夏令时）。

## 行政
谢讷日的邮政编码为10190，INSEE市镇编码为10096。

## 政治
谢讷日所属的省级选区为艾克斯-维勒莫尔-帕利斯县。

## 人口

1962-2008年间谢讷日人口变化图示

谢讷日于2022年1月1日时的人口数量为471人。